# 康円
康円（こうえん、康縁、幸縁、承元元年（1207年） - 没年不詳）は、鎌倉時代の慶派仏師。大仏師、法眼。

## 概要
鎌倉時代を代表する仏師・運慶の孫の世代に当たる仏師。『墨水遺稿』の系図に運慶の次男・康運の子とあるが、『阿刀文書』収録の「奈良方系図」では康證（康勝）の後に置かれている。建長3年から6年（1251 - 1254年）、蓮華王院（三十三間堂）の復興造仏に際し、伯父に当たる湛慶（運慶の長男）の補佐している。その後、湛慶の下で東大寺講堂の千手観音像（現存せず）造立に携わり、建長8年（1256年）の湛慶没後はその仕事を引き継いで完成させた。文永12年（1275年）神護寺愛染明王像を制作後まもなく亡くなったとみられる。
康円が活動した時代は、東大寺、興福寺などの復興造仏事業が一段落し、朝廷や摂関家の勢力が低下しつつある時期であった。そうした時代背景もあって康円の現存作品には小品が多く、工芸品的な作品の多いことが指摘されている。内山永久寺旧蔵の不動明王八大童子像、同寺旧蔵の四天王眷属像などはいずれも小品ながら、各像の個性を巧みに彫り分けており、群像表現に優れ、忿怒像を得意とした作家であったと思われる。

## 作品
地蔵菩薩像以外は重要文化財。
- 地蔵菩薩像（ケルン市東洋美術館） 建長元年（1249年）
- 千手観音立像 （三十三間堂（妙法院蓮華王院）） 建長3年 - 6年（1251 - 1254年） - 1,001体千手観音像のうち6体に康円銘がある
- 太山王坐像・司命半跏像・司録半跏像 （白毫寺） 正元元年（1259年）
- 四天王眷属立像 文永4年（1267年） - 内山永久寺旧蔵、現在は東京国立博物館（持国天・増長天眷属）、静嘉堂文庫美術館（広目天眷属）、MOA美術館（多聞天眷属）に分蔵される
- 不動明王八大童子像 （世田谷山観音寺） 文永9年（1272年）- 内山永久寺旧蔵
- 文殊菩薩騎獅像及び侍者像（文殊五尊像）（東京国立博物館） 文永10年（1273年） - 興福寺勧学院旧蔵
- 愛染明王坐像 （神護寺、東京国立博物館寄託） 文永12年（1275年）

## 参考資料
- 伊藤史朗 『京都の鎌倉時代彫刻』 ぎょうせい、2010年 ISBN 978-4-324-08744-2